# Thames (véhicules utilitaires)
 (juin 2024).
La mise en forme du texte ne suit pas les recommandations de Wikipédia : il faut le « wikifier ».
Les points d'amélioration suivants sont les cas les plus fréquents. Le détail des points à revoir est peut-être précisé sur la page de discussion.
- Les titres sont pré-formatés par le logiciel. Ils ne sont ni en capitales, ni en gras.
- Le texte ne doit pas être écrit en capitales (les noms de famille non plus), ni en gras, ni en italique, ni en « petit »…
- Le gras n'est utilisé que pour surligner le titre de l'article dans l'introduction, une seule fois.
- L'italique est rarement utilisé : mots en langue étrangère, titres d'œuvres, noms de bateaux, etc.
- Les citations ne sont pas en italique mais en corps de texte normal. Elles sont entourées par des guillemets français : « et ».
- Les listes à puces sont à éviter, des paragraphes rédigés étant largement préférés. Les tableaux sont à réserver à la présentation de données structurées (résultats, etc.).
- Les appels de note de bas de page (petits chiffres en exposant, introduits par l'outil «  Source ») sont à placer entre la fin de phrase et le point final[comme ça].
- Les liens internes (vers d'autres articles de Wikipédia) sont à choisir avec parcimonie. Créez des liens vers des articles approfondissant le sujet. Les termes génériques sans rapport avec le sujet sont à éviter, ainsi que les répétitions de liens vers un même terme.
- Les liens externes sont à placer uniquement dans une section « Liens externes », à la fin de l'article. Ces liens sont à choisir avec parcimonie suivant les règles définies. Si un lien sert de source à l'article, son insertion dans le texte est à faire par les notes de bas de page.
- La présentation des références doit suivre les conventions bibliographiques. Il est recommandé d'utiliser les modèles {{Ouvrage}}, {{Chapitre}}, {{Article}}, {{Lien web}} et/ou {{Bibliographie}}. Le mode d'édition visuel peut mettre en forme automatiquement les références.
- Insérer une infobox (cadre d'informations à droite) n'est pas obligatoire pour parachever la mise en page.

Pour une aide détaillée, merci de consulter Aide:Wikification.
Si vous pensez que ces points ont été résolus, vous pouvez retirer ce bandeau et améliorer la mise en forme d'un autre article.
Pour les articles homonymes, voir Thames.
Thames, également désignée sous les appellations de Ford Thames ou Fordson Thames, constituait une marque de véhicules utilitaires manufacturés par Ford Royaume-Uni.

## Véhicules

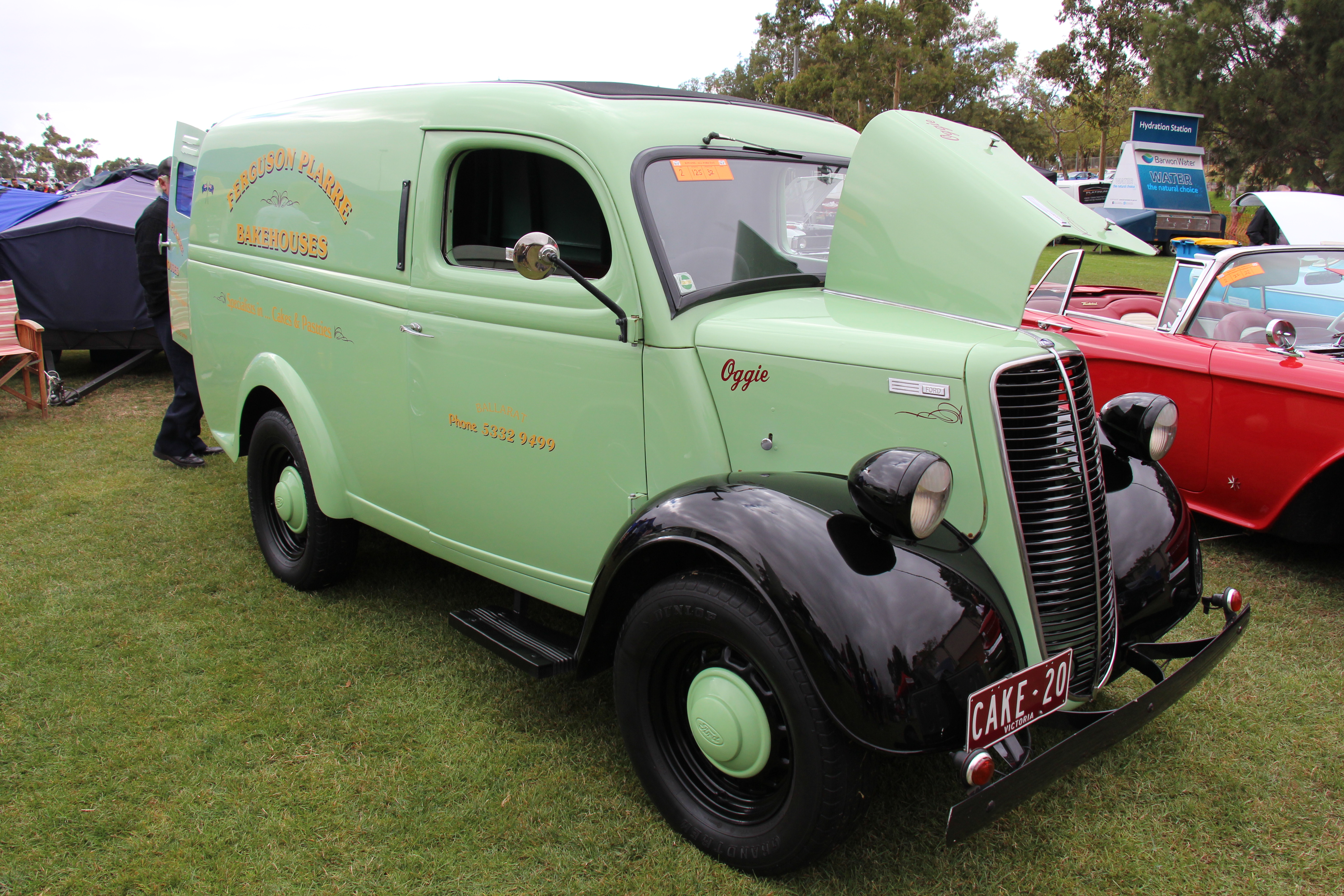
Fourgonnette Ford E83W 1948

## Variantes internationales

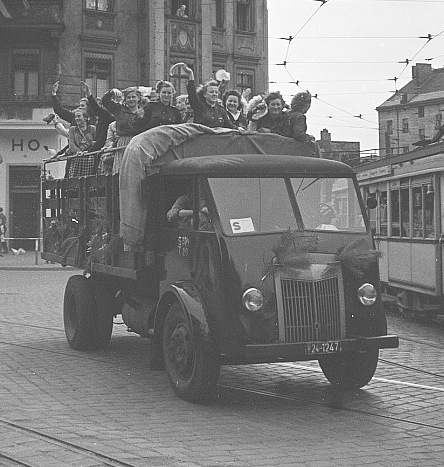
Matford F917WS

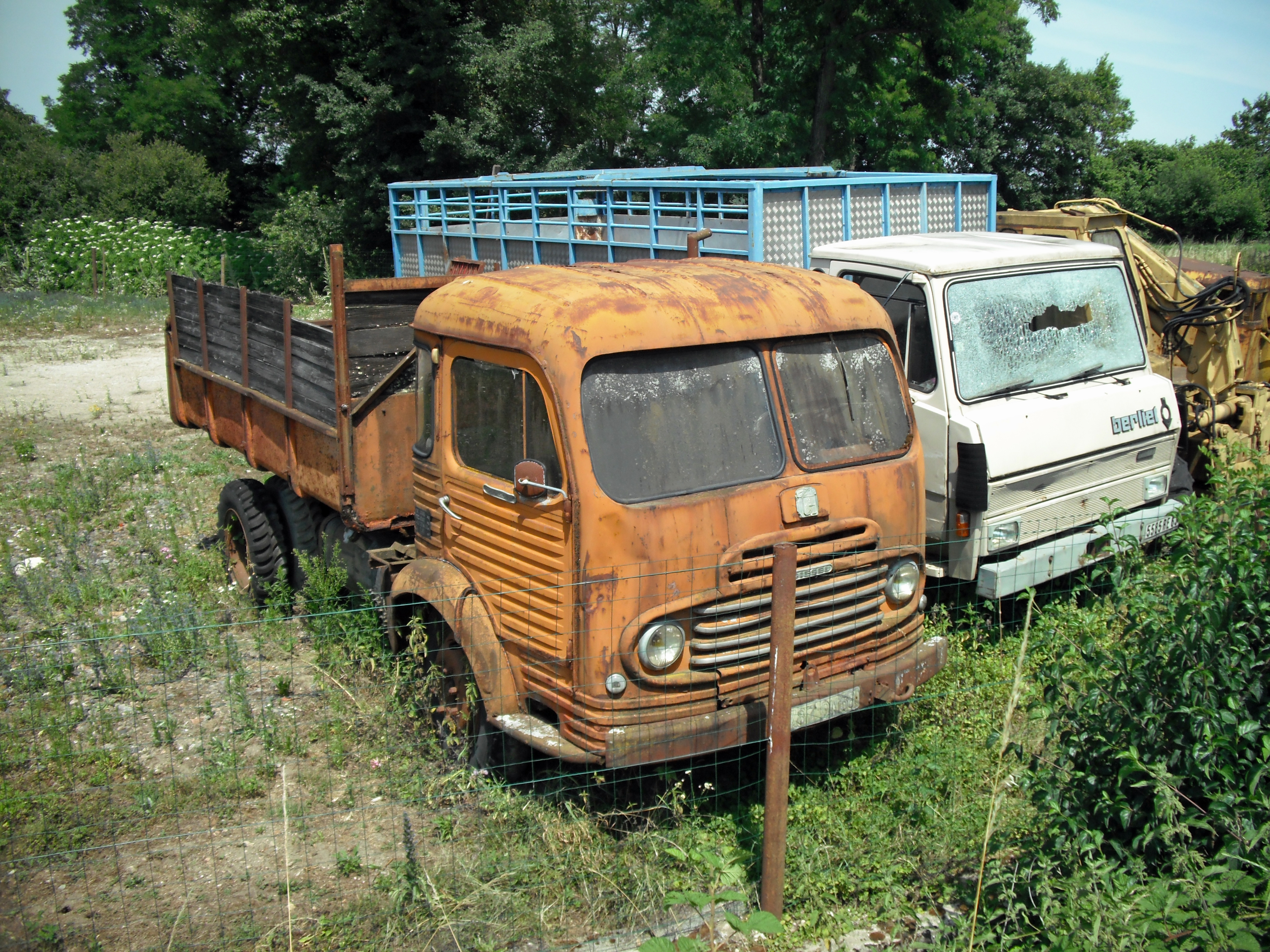
Ford SAF Cargo

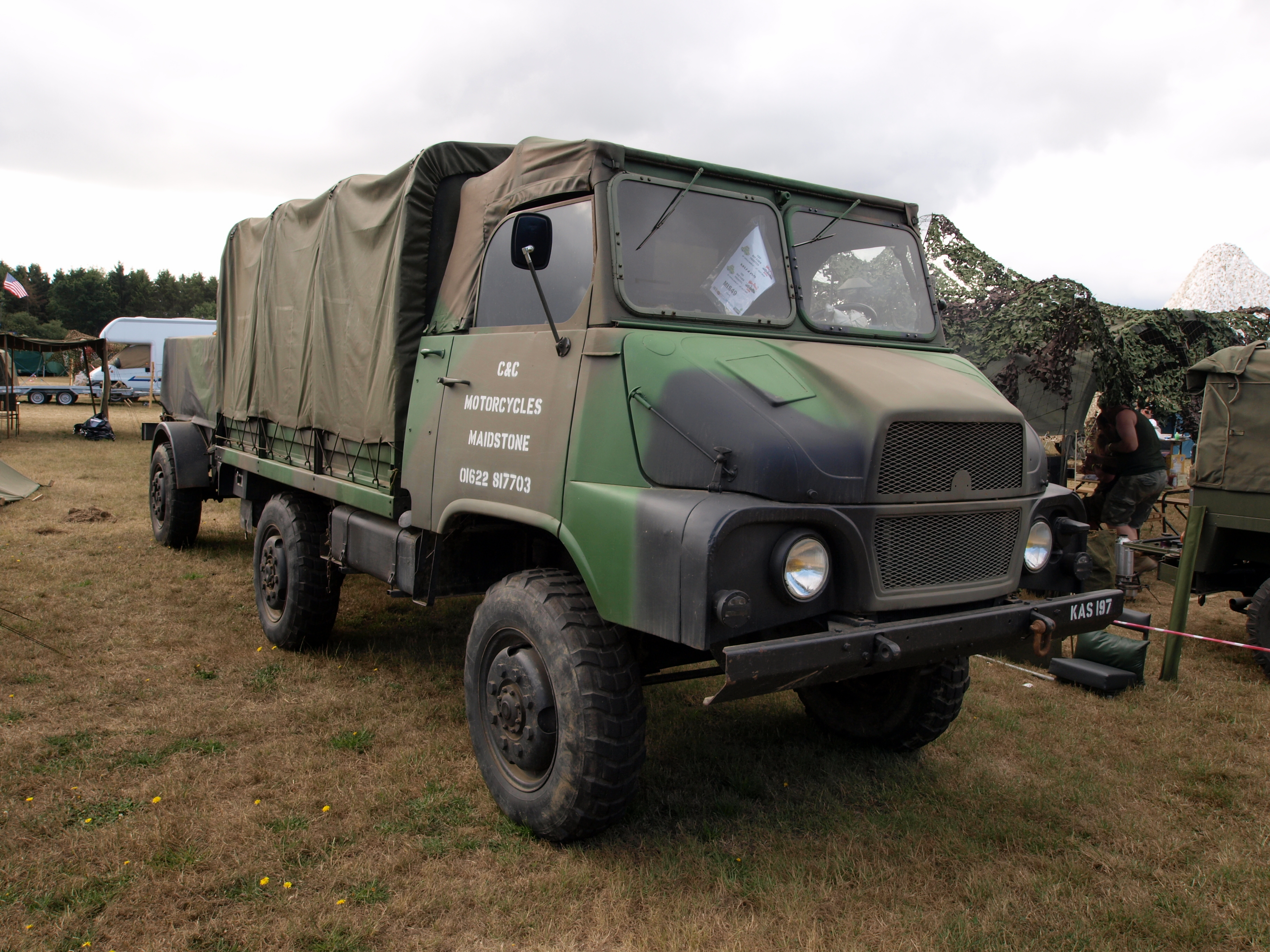
Simca SUMB

Lorsque l'armée française exprima le besoin d'un véhicule tout-terrain de petite taille, à l'instar de l'Unimog, aucun constructeur automobile national ne disposait alors d'une telle offre dans son catalogue. Pour répondre à cette exigence, le Simca SUMB fut développé. Celui-ci partageait la transmission et le moteur de l'Unic Cargo, connu sous ce nom à l'époque, mais se distinguait par une nouvelle cabine et un châssis légèrement raccourci fourni par Unic. Les essieux quant à eux étaient fournis par Marmon-Herrington, tandis que la carrosserie fut conçue par la société locale Bocquet. Ainsi, le nom SUMB désigne le Simca Unic Marmon Bocquet, combinant les contributions des différents fabricants impliqués dans sa création.
Le SUMB existe en diverses variantes destinées à l'armée, incluant plusieurs configurations spéciales permettant des charges utiles allant jusqu'à 2 tonnes. Plus de 6 000 exemplaires ont été produits et livrés à l'armée française avant la fin de sa production en 1973. L'outillage associé fut acquis par Renault, qui décida toutefois de ne pas poursuivre le développement du véhicule, préférant fournir à la place son propre modèle, le Saviem TP3, comme successeur pour l'armée. À partir de 1994-1995, un certain nombre de véhicules SUMB furent rééquipés avec des moteurs Renault, puisque la technologie obsolète de Ford ne justifiait plus les coûts associés. Depuis 2005, les véhicules SUMB ont progressivement été retirés du service militaire et vendus comme surplus.

## Des modèles
- Fordson Thames E83W – un camion léger de 10 cwt construit entre 1938 et 1957.
- Fordson Thames ET – introduit en 1949.
- Fordson (1954 à 1956) puis Ford (1957 à 1961) Thames 300E – une fourgonnette dérivée d'une voiture de 5 ou 7 cwt construite entre 1954 et 1961.
- Ford Thames 307E - un petit fourgon introduit en juin 1961.
- Ford Thames 400E – une gamme de 10, 12 ou 15 cwt construite entre 1957 et septembre 1965.
- Ford Thames Trader – une gamme rigide de 2 à 7,5 tonnes et jusqu'à 17 tonnes en tracteur construit entre 1957 et 1965.

## Voir également
- Ford Transit